# Neuquén (stad)
Neuquén is de hoofdstad in het Argentijnse bestuurlijke gebied Confluencia. Tevens is zij de hoofdstad van de provincie Neuquén, gelegen in het oosten van de provincie, bij de kruising tussen de rivieren de Limay en de Neuquén. De stad heeft een oppervlakte van 73,52 km² en een populatie van 314.347 inwoners. De naam Neuquén komt van het woord Nehuenken uit het Mapudungun, een inheemse taal van Zuid-Amerika, waar het snelstromend betekent, wat betrekking heeft op de dichtbijgelegen rivier Neuquén, waar de stad naar vernoemd is.

## Religie
De stad is sinds 1961 de zetel van het rooms-katholieke bisdom Neuquén.

## Sport
De vierde etappe van de Dakar-Rally 2009 eindigde in deze plaats.

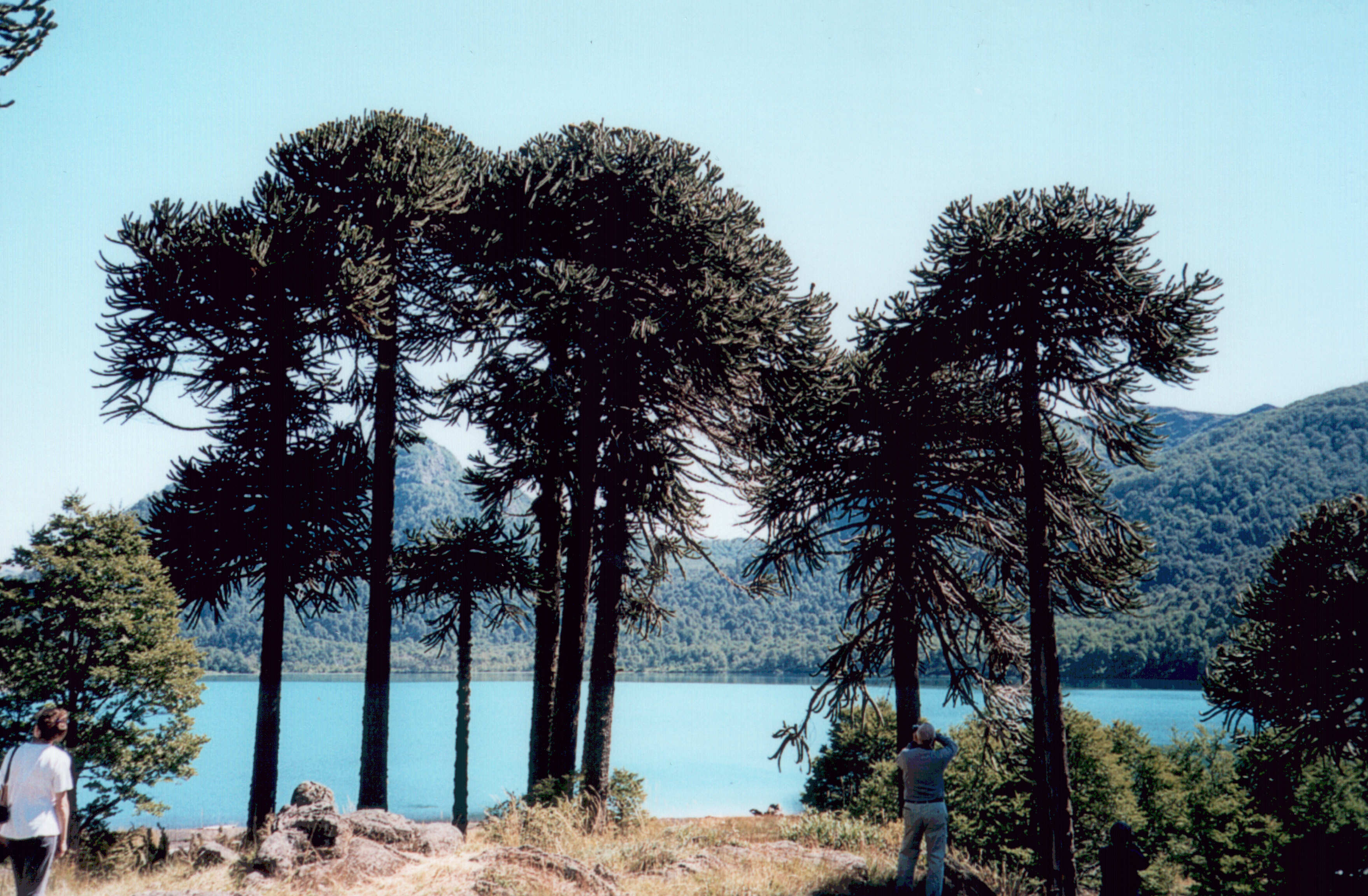
Landschap bij Neuquén

## Geboren
- Stephanie Beatriz (1981), actrice
- Maria Victoria Rodriguez (1991), schaatsster